# Ray Kassar
Raymond E. Kassar (Brooklyn, 2 gennaio 1928 – Vero Beach, 10 dicembre 2017) è stato un imprenditore statunitense che è stato presidente e amministratore delegato di Atari, Inc. dal 1978 al 1983.
In passato è stato vicepresidente della Burlington Industries, una industria tessile.

## Biografia
Kassar è nato a Brooklyn, un borough di New York. Ha frequentato la Boys High School e poi la Brown University, durante la seconda guerra mondiale. A causa del conflitto i corsi furono accelerati e Kassar si laureò a soli 19 anni..
Durante gli studi il suo compagno di stanza era Bob Love, figlio del presidente della Burlington Industries, Spencer. Fu per tale amicizia che fu assunto presso quella società per 2 anni, trascorsi i quali ebbe il posto congelato per poter frequentare la Harward Business School. Terminato anche questo periodo di studio, rientrò in Burlington presso la sede di New York.
Spencer Love, però, morì improvvisamente durante un incontro di tennis, ed il nuovo presidente del gruppo osteggiò Kassar perché, come un po' tutti alla Burlington, egli pensava che Kassar fosse nella società perché conosceva Love. Kassar, dopo un primo periodo in cui voleva lasciare la società, decise di restare e continuò a lavorare per la Burlington fino al 1978.

### Gli anni presso Atari
Ray Kassar fu assunto nel febbraio del 1978 da Warner Communications per essere posto alla presidenza di Atari, che Warner aveva acquisito nel 1976. A quel tempo i rapporti fra Atari e Warner si stavano già incrinando perché la vecchia dirigenza di Atari era di estrazione ingegneristica mentre i nuovi dirigenti che stavano arrivando da Warner, compreso Kassar, erano più imprenditori, quindi con una mentalità orientata al commerciale. L'apice di tale crisi si ebbe nel novembre del 1978, quando il cofondatore di Atari, Nolan Bushnell, se ne andò per divergenze di vedute sul futuro della società e Kassar assunse anche il ruolo di amministratore delegato.
Sotto la sua guida, Atari subì dei grandi stravolgimenti. L'atmosfera di rispetto ed amicizia che c'era ad Atari sotto la direzione di Bushnell lentamente svanì perché Kassar era un uomo la cui mentalità era incentrata al business ed i 25 anni trascorsi presso la Burlington gli avevano lasciato addosso la convinzione che l'ordine, l'organizzazione e l'efficienza erano i valori fondamentali di ogni impresa. Kassar perciò spostò gli interessi aziendali dallo sviluppo dei giochi al marketing: tale cambio di rotta provocò diversi malumori fra i dipendenti, che da Kassar furono anche etichettati in una intervista come "prime donne isteriche".
Durante la direzione di Kassar le vendite salirono dai 75 milioni di dollari del 1977 agli oltre 2,2 miliardi di dollari del 1980. Nonostante questi successi commerciali, Kassar non mostrava riconoscenza nei confronti dei programmatori di quei giochi le cui vendite erano la fonte del guadagno della società: i loro stipendi erano perciò al livello degli altri impiegati, non riconosceva loro nessun "premio produzione" o royalty sui giochi che producevano. Gli impediva inoltre di inserire il proprio nome nel gioco finito: i giochi erano, insomma, fatti da Atari, non dai programmatori di Atari.
Scontenti di questo trattamento, molti programmatori lasciarono Atari per fondare una propria società, Activision. Uno di loro era David Crane, i cui titoli Outlaw e Canyon Bomber avevano fruttato alla società 20 milioni di dollari nel 1978. Crane ed i suoi colleghi avevano provato a chiedere un riconoscimento nei giochi da loro prodotti ed un adeguamento del compenso ma Kassar li aveva fatti uscire dal suo ufficio apostrofandoli con la frase "Rispetto al prodotto siete importanti quanto il ragazzo alla catena di montaggio che lo assembla".
Nel 1977 Atari rilasciò la sua console Video Computer System (VCS), che sarebbe poi stata rinominata 2600. Inizialmente le vendite non andarono bene perché i titoli disponibili erano solo 9. Per risollevare le sorti della VCS, Kassar decise che piuttosto che sviluppare un gioco in proprio dal dubbio successo sarebbe stato meglio affidarsi ad un titolo di sicuro successo. In quel tempo il titolo che spopolava nelle sale gioco era Space Invaders: Kassar decise di andare personalmente in Giappone per trattare direttamente con lo sviluppatore Taito. Ottenuti i diritti del gioco, affidò la realizzazione del titolo a Rick Mauer, che ricevette un compenso di 11.000 dollari. La conversione si rivelò un successo inaspettato, generando un utile di diverse centinaia di milioni di dollari fra le vendite della cartuccia stessa e quelle della console, acquistata da persone allettate dall'idea di giocare Space Invaders a casa propria.
Nel 1982 Kassar donò dei fondi alla sua ex università, la Brown University che, come segno di riconoscenza, ha intitolato alla sua persona un edificio: la "Kassar House", che attualmente ospita il dipartimento di matematica.
Sempre nel 1982 Atari pubblicò il fallimentare gioco E.T. the Extra Terrestrial, considerato dalla critica il peggior titolo mai pubblicato nella storia dei videogiochi. Contrariamente a quanto comunemente si crede, Kassar non fu il responsabile dell'accordo per realizzare il videogioco: Steve Ross, amministratore delegato di Warner Communications, trattò personalmente con Steven Spielberg per avere i diritti della pellicola pagando una cifra intorno ai 20 milioni di dollari. Kassar ricevette direttamente da Ross la notizia dell'accordo quando questo era già stato portato a termine. Alla domanda di Ross se gli piacesse l'idea di realizzare un gioco basato su E.T., Kassar rispose: "Io penso che sia un'idea stupida. Non abbiamo mai fatto un gioco d'azione basato su un film". Secondo Kassar, inoltre, la scelta di produrre 5 milioni di cartucce del gioco, una cifra molto elevata, fu sempre di Scott. Il gioco vendette circa 1 milione e mezzo di copie, la stragrande maggioranza delle quali fu restituita ai negozianti perché gli acquirenti erano scontenti della scarsa qualità di E.T. e della sua ingiocabilità e volevano indietro i propri soldi.
Le perdite economiche di E.T. si sommarono a quelle di un altro videogioco che si rivelò economicamente disastroso: la conversione di Pac-Man del 1982. Nonostante risulti, con le sue 7 milioni di copie, il gioco per Atari 2600 più venduto di sempre, la dirigenza di Atari ne aveva sovrastimato le vendite producendo ben 12 milioni di cartucce. Pac-Man risultò però troppo differente dall'originale così le vendite lentamente calarono, e molte persone restituirono le proprie cartucce, che si andarono a sommare a quelle ancora invendute. Alla fine dell'estate del 1982 Atari aveva in deposito ancora 5 milioni di cartucce che nessuno più voleva. Alle perdite generate dagli invenduti andavano sommati i costi dell'enorme campagna pubblicitaria che Atari aveva commissionato per aumentare l'attesa sul gioco. Le cartucce di Pac-Man e di E.T. rimaste nei magazzini furono poi distrutte in una discarica del Nuovo Messico.
Alla fine del 1982 le perdite per Atari furono di 536 milioni di dollari. Una ventina di minuti prima di annunciare ufficialmente il bilancio di Atari con il suo passivo, Kassar vendette 5.000 azioni di Warner. Nei giorni successivi all'annuncio, le azioni di Warner precipitarono del 35%. La Commissione di Vigilanza sulla Borsa Americana accusò Kassar di insider trading: Kassar restituì i guadagni ma senza dichiararsi colpevole o innocente. Solo in seguito la Commissione, vedendo che il quantitativo di azioni vendute era piccolo rispetto a quanto nelle mani di Kassar, dichiarò chiuso il caso assolvendolo dalle accuse.
Ma i rapporti con Ross erano ormai rotti, sia per le esternazioni fatte sulla scelta di Ross di realizzare il gioco su E.T. sia per la questione delle azioni di Warner: Kassar fu costretto perciò a dimettersi nel luglio del 1983. Il suo posto fu preso, nel settembre del 1983, da James J. Morgan, che proveniva da Philip Morris.

### Dopo Atari
Kassar è stato un collezionista ed un investitore privato.
Dal 2 dicembre 2000 all'11 febbraio 2001 sono state esposte presso il Santa Barbara Museum of Art una serie di fotografie provenienti dalla collezione privata di Kassar: la mostra, intitolata "Painterly Photographs: The Raymond E. Kassar Collection", presentava 33 opere scattate dal 1900 al 1910 dei più importanti artisti della macchina fotografica di quel tempo, quali Alfred Stieglitz, Edward Steichen, Heinrich Kuehn, George Seeley e Clarence H. White.
Muore a Vero Beach in Florida il 10 dicembre 2017.